# Michael Klausner
Michael Klausner (??? Schlierbach – ???) byl rakouský politik německé národnosti z Horních Rakous, během revolučního roku 1848 poslanec Říšského sněmu.

## Biografie
Roku 1849 se uvádí jako Michael Klausner, Landmann v obci Ried im Traunkreis. Uváděn je i jako zemědělec.
Během revolučního roku 1848 se zapojil do veřejného dění. Ve volbách roku 1848 byl zvolen i na ústavodárný Říšský sněm. Zastupoval volební obvod Kirchdorf. Tehdy se uváděl coby Landmann. Náležel ke sněmovní levici.